# Georges Livanos

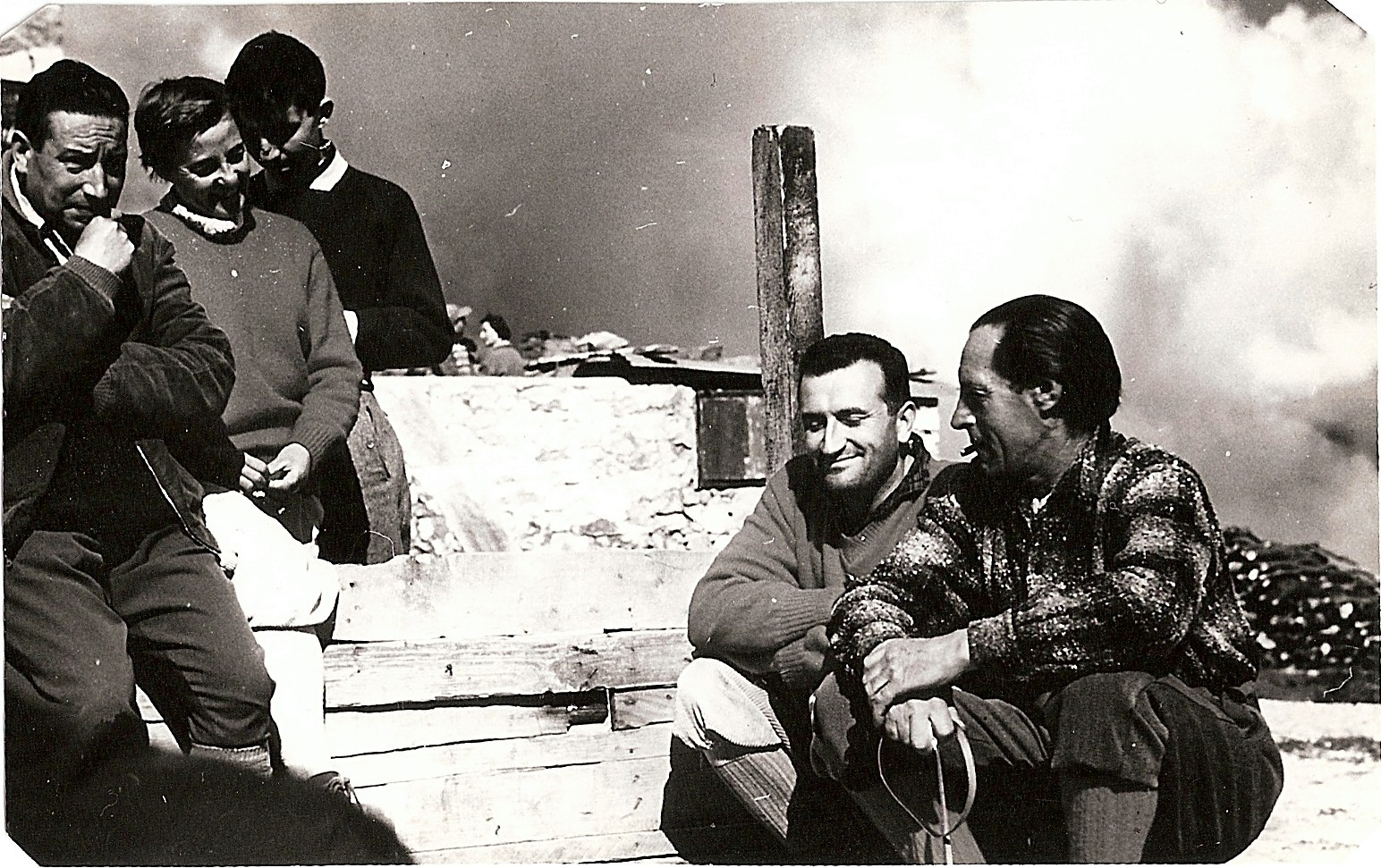
Georges (Mitte) und Sonja (2. von links) Livanos neben Bruno Detassis

Georges Livanos (* 25. September 1923 in Marseille; † 21. Mai 2007 ebenda; genannt Le Grec) war ein französischer Alpinist, Kletterer und Autor. Er eröffnete insgesamt etwa 600 Kletterrouten, davon 500 in dem Massif des Calanques, 40 in den Dolomiten sowie 20 in den Westalpen. Dabei schlug er ca. 25.000 Haken. Mit seiner Frau Sonja kletterte er in den Dolomiten, meist in wechselnder Führung, zahlreiche der schwersten und bekanntesten Routen seiner Zeit.

## Leben
Georges Livanos war Sohn eines griechischen Vaters und 100 % „Marseillais“. Als Handelsvertreter für Druckerzeugnisse, war er mit einer Vespa 10 Jahre lang in den Départements Bouches du Rhône, Var und Vaucluse unterwegs. Später arbeitete er bei der Sozialversicherungsanstalt. Im Jahr 1948 lernte er seine spätere Ehefrau Geneviève (* 14. November 1923, † 16. April 2018) kennen. Sie wurde Sonja genannt, in Erinnerung an eine Figur aus Alphonse Daudets Schelmenroman Die wunderbaren Abenteuer des Tartarin von Tarascon. Ihre gemeinsame Kletterkarriere dauerte über vierzig Jahre.
Mit 14 Jahren war er während eines Familienurlaubs im Mont-Blanc-Massiv, in dem er seine Liebe für die Berge entwickelte. Kurz darauf begann er zu klettern, erst mit Alfred Burnet und Ulysse Simond, bevor er selbstständig Klettertouren unternahm. Seine Leidenschaft für das Klettern entdeckte er aber im Massif des Calanques, das im Umfeld von Marseille an der Küste liegt.

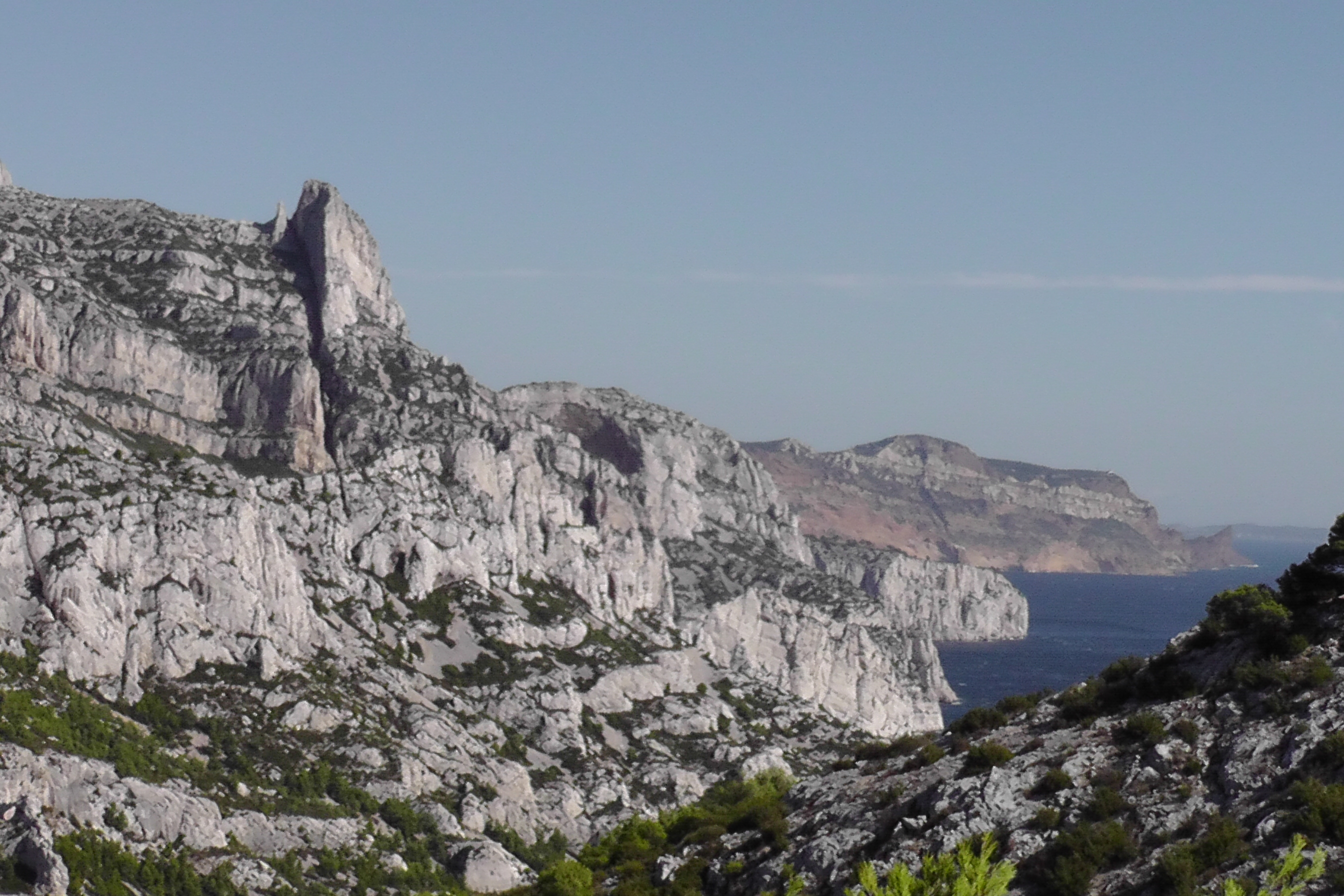
Massif des Calanques mit der Grande Candelle in der Mitte

Livanos nannte sich selbst einen „Sonntagskletterer“. Im Gegensatz zu den „Profis“ kletterte er nur an den Wochenenden, die damals am Samstagnachmittag begannen, sowie während seiner Sommerferien, die maximal 4 Wochen dauerten. Da er keinen Führerschein besaß, war er darauf angewiesen, öffentliche Verkehrsmittel zu benutzen. Um zum Beispiel mit Sonja und Freunden am Pic de Bertagne im Massif de Sainte Baume zu klettern, nahmen sie erst die Straßenbahn nach Aubagne, dann den Bus nach Gémenos und gingen schließlich zu Fuß zu den Felsen. Für weite Entfernungen wie nach Chamonix nahm er den Zug und in das 100 km entfernte Vercors fuhr er mit seiner Vespa.
Le Grec hörte 1978, im Alter von 55 Jahren, auf zu klettern. Zur Erklärung schrieb er in seinem Buch „Au delà de la verticale“ folgende drei Zitate:
- „Der Adler jagt keine Fliegen“, sagte einer von Tartarins Begleitern,
- „Wenn man Löwen gejagt hat, sehen Kaninchen mager aus“ schrieb er selbst an Robert Paragot,
- „Wenn ich mich in den Calanques oder in leichtem Gelände umbringen würde, würde ich es nicht mehr wagen, hinauszugehen“ sagte Robert Gabriel .

## Kletterkarriere

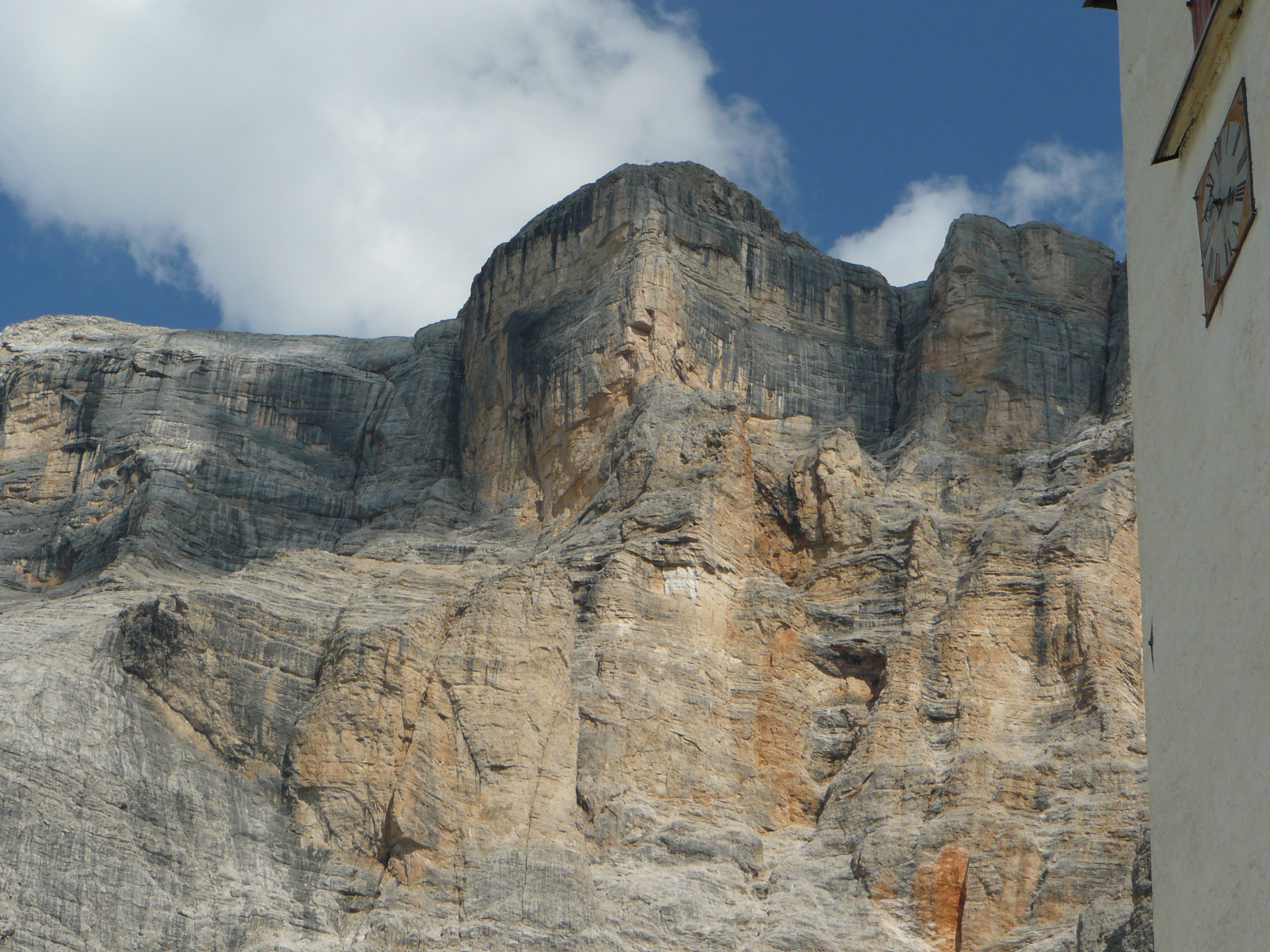
Heiligkreuzkofel (Monte Cavallo in der Mitte). Die Route „Livanos“ führt direkt entlang des Pfeilers in Bildmitte

Der Großteil seiner bergsteigerischen Karriere fand zwischen 1941 und 1971 statt. 1941 gelangen Livanos und Gaston Rébuffat mehrere Erstbegehungen im Massif des Calanques, darunter die Route La Centrale an der Grande Candelle, eine der längsten Routen im 6. Grad der Calanques. Die Route wird noch heute wegen ihrer logischen Linie und schönen Kletterstellen als eine der besten Anstiege der Calanques angesehen. 1945 nahm er an einem Ferienlager der Jeunesse et Montagne teil. Dabei gelang ihm mit dem verantwortlichen Kletterlehrer Jean Franco in 4 Stunden die dritte Begehung des Südpfeilers des Barre des Écrins. In den folgenden Jahren gelangen ihm im Mont-Blanc-Massiv unter anderem 1946 die fünfte Begehung der Nordwand der Aiguille des Grands Charmoz, 1947 die zweite Begehung der Nordwand des Dent du Requin und 1949 die zweite Begehung der Nordwand der Aiguille de Leschaux.

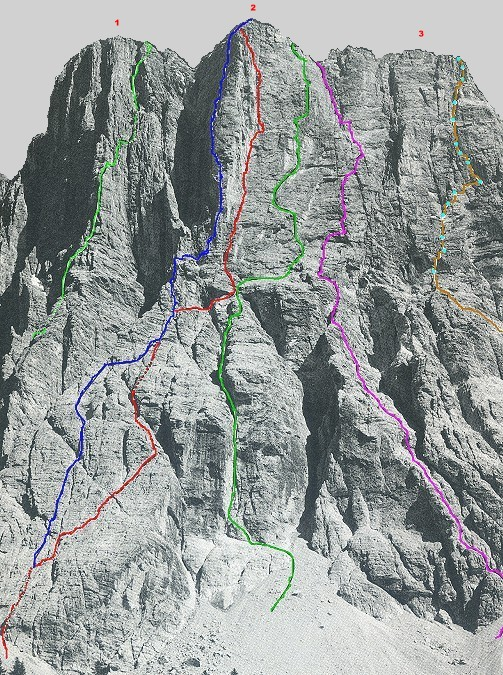
Civetta NW-Wand mit Gipfel Cima de Gasperi (1), Su Alto (2), Terranova (3)

Ab 1950 verlegte er den Großteil seiner alpinen Tätigkeiten in die Dolomiten, wo er zahlreiche Erstbesteigungen und sehr frühe Wiederholungen machte. So gelang ihm 1950 die Cassin-Route an der Westlichen Zinne Nordwand (10. Begehung mit Robert Gabriel) oder 1952 mit seiner Frau Sonja die 3. Begehung der Vinatzer-Route in der Marmolada di Rocca Südwand.
Livanos und seine Frau Sonja sammelten eine beeindruckende Reihe von Erstbegehungen, Frauenerstbegehungen und Erstwiederholungen, die ihnen den Spitznamen „das sestogradoistischste Ehepaar der Welt“ einbrachte (der Sestogrado oder 6. Grad stellte bis Ende der 1970er Jahre den höchsten Schwierigkeitsgrad beim Klettern dar). Am Monte Cavallo, einem Gipfel des Heiligkreuzkofels, durchstiegen er und Robert Gabriel 1953 als erste die bis dahin unbezwungene Westwand. Georges Livanos’ Meisterwerk war die Erstbegehung der Cima Su Alto Nordverschneidung in der Civetta Nordwestwand. Für diese Begehung erhielt er bei seiner Rückkehr nach Marseille die goldene Sportmedaille. Die 800 m lange Route ist für ihre Brüchigkeit und schlechte Absicherung bekannt. Nach einem gewaltigen Bergsturz im Jahre 2013 (der Ausbruch ist 350 m hoch) ist die Route nicht mehr begehbar (Stand 2023).

## Buchautor
Livanos erzählte sein Bergsteigerleben in der Autobiographie „Über dem Abgrund“. Das französische Original „Au delà de la Verticale“ erschienen 1958, als Livanos am Höhepunkt seiner Klettererlaufbahn stand. 2006 veröffentlichte Richard Goedeke eine Rezension, in der er sowohl das Lebenswerk von Livanos würdigte, als auch dessen eigenwilligen und respektlosen Schreibstil hervorhob. Das Buch ist voll Selbstironie wenn Livanos von sich selbst nur noch in der dritten Person schreibt oder von dem „Meister“. Auch Überlegungen zu Rollenproblemen in einer Seilschaft von Ehepartnern fehlen nicht. In seinem zweiten Buch „Cassin: Il était une fois le sixième degré“ würdigte Livanos das Leben und Werk des Kletterers Riccardo Cassin.
Eine Zusammenfassung von Zeitungsartikeln und Berichten über und von George Livanos wurde unter Mitwirkung von Sonja Livanos zusammengestellt (siehe Weblinks, alles in französischer Sprache).

## Auswahl seiner bekanntesten Begehungen
Die Liste ist aus „Au-delà de la Verticale“.
- 1945 – Barre des Écrins, Südwand, 3. Begehung mit Jean Franco
- 1946 – Aiguille des Grands Charmoz, Nordwand, 5. Begehung mit Ch. Magol
- 1947 – Dent du Requin, Nordwand, 2. Begehung mit Robert Gabriel und G. Estornel.
- 1949 – Aiguille de Leschaux, Nordostwand, 2. Begehung mit Robert Gabriel.
- 1950 – Westliche Zinne Nordwand, 10. Begehung der Cassin Route mit Robert Gabriel
- 1951 – Torre di Valgrande (Cicetta) Nordwand, 4. Begehung mit Robert Gabriel und Sonia Livanos, 1. weibl.
- 1951 – Cima Su Alto (Civetta) Nordverschneidung, 1. Begehung mit Robert Gabriel
- 1952 – Marmolada di Rocca, Südwand, 3. Begehung der Vinatzer-Route, mit Sonia Livanos, 1. weibl.
- 1953 – Heiligkreuzkofel (Monte Cavallo) Westpfeiler 1. Begehung mit Robert Gabriel
- 1954 – Cima Terranova (Civetta) Nordwestwand, 1. Begehung mit Robert Gabriel und A. Da Roit
- 1956 – Torre di Lago Nordwestwand, 1. Begehung mit Sonia Livanos
- 1957 – Torre Venezia (Civetta), Westwand, 1. Begehung mit Sonia Livanos
- 1959 – Castello de la Busazza, 1. Begehung mit Roger Lepage
- 1960 – Sciora di Fuori, Westwand, 1. Begehung mit Lepage, Marc Vaucher und Jack Canali, Romano Merendi, Gigi Alippi, Luciano Tenderini.
- 1962 – Cima Tosa – Torre Gilberti, 1. Begehung mit Marc Vaucher und Roger Lepage.
- 1963 – Cima de Gasperi (Civetta) Nordwand, 1. Begehung mit Beppi de Franchesch, Sonia Livanos, Jean Belleville, Maurice Negri und Jacques Martin.
- 1964 – Torre Venezia (Civetta), Nordwest-Pfeiler, 1. Begehung mit F.R. Raybaud
- 1965 – Crozzon di Brenta, Ostwand, 1. Begehung mit Romanetti und R. Lepage
- 1968 – Cima dell' Elefante (Civetta), Südwand, 1. Begehung mit Sonia Livanos, Marc Vaucher und Jean Max Bourgeois.
- 1971 – Cima Su Alto (Civetta) Nordverschneidung, Livanos-Route, Wiederholung zum 20. Jubiläum mit Sonia Livanos.
- 1973 – Casteletto della Busazza, 1. Begehung mit Sonia, R. St Pierre.
- 1974 – Torre Degli Aghi Ostpfeiler, 1. Begehung mit Sonia, Marc Vaucher und R. St Pierre.
- 1977 – Cima dei Tre Ostpfeiler, 1. Begehung mit Bernard Vaucher.

## Aphorismen
Die Sammlung von Aphorismen stammt aus der Referenz
- Heilige Maria, beschütze die Kletterer die im Bistro sitzen, die Dummköpfe, die draußen sind, sollen alleine zurechtkommen (démerder in Französisch).
- Lieber ein Haken zu viel, als ein Kletterer zu wenig; vor allem wenn das Georges Livanos mit seiner Frau ist.
- Für mich ist das Ideal unten anzufangen, oben anzukommen, und wieder unten ankommen – aber nicht zu schnell.
- Frage eines Journalisten: Wer ist der beste Bergsteiger? Georges Livanos’ Antwort: Der Älteste!
- Es gibt keinen schlechten Fels, nur schlechte Kletterer.
- Große Risiken führen zu kurzen Karrieren.

## Schriften
- George Livanos: Au-delà de la Verticale, Arthaud, Paris, Grenoble 1958 ; Neuauflage von Éditions Guérin 1997 ISBN 2-911755-07-3, ISBN 978-2-911755-07-1
- George Livanos: Cassin – Il était une fois le sixième degré, Collection Altitudes, Herausgegeben von Michel Schulman – Editions Arthaud – Paris 1983. Biographie von Riccardo Cassin

## Auszeichnungen und Ehrungen
- 1951 – Médaille d’or des sports für die Begehung der Cima Su Alto Nordverschneidung, dem, wie man damals dachte, letzten großen Problem des VI. Grades in den Alpen.[4]
- 2002 – Georges und Sonia Livanos erhielten für ihre alpinistische Karriere den „goldenen Pelmo“, den „Oscar“ der italienischen Alpinisten[2]